# Almagre

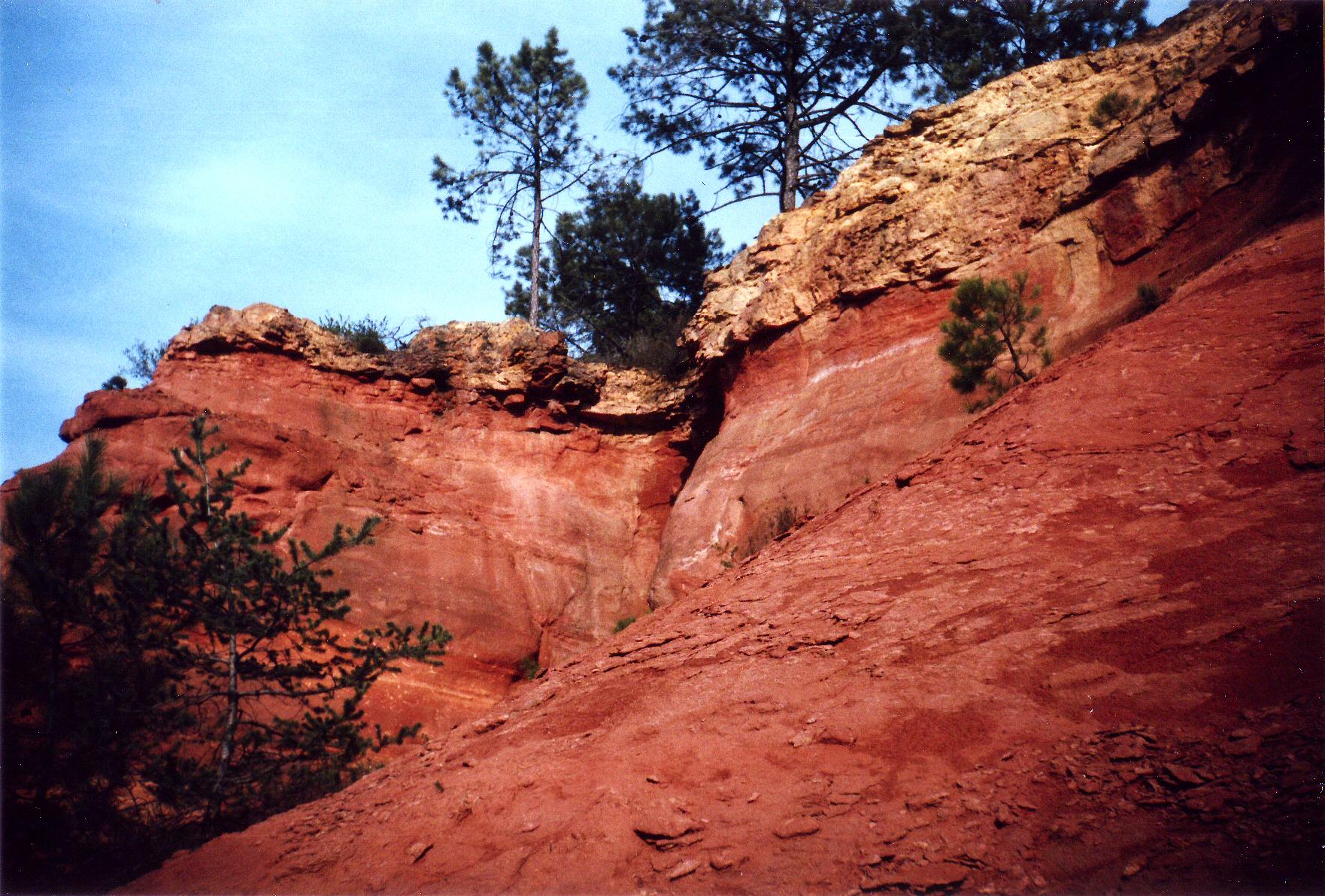
Filón de almagre natural en el «Sendero de los ocres» (Sentier des Ocres), de Roussillon, Francia. Este lugar es una antigua cantera de ocres, hoy abandonada.

El almagre o almagra —término usado desde 1278, del árabe hispánico almáḡra, y este del árabe clásico maḡ[a]rah, ‘tierra roja’— es un pigmento empleado en pintura artística, en alfarería y como una de las técnicas de decoración cromática más antiguas. Por extensión, el término «almagre» da nombre al color producido por dicho pigmento. Al almagre también se le ha llamado almánguena, almazarrón, ocre rojo, hematites roja e incluso lápiz rojo, ya que antiguamente se lo usaba para hacer marcas y señales, como si de un lápiz de carpintero se tratase.
El almagre es una variedad de ocre rojo, distinguiéndose de otros ocres rojos en que es enteramente natural. De manera artificial puede obtenerse ocre rojo mediante la calcinación de ocres amarillos, por ejemplo.

## Como pigmento

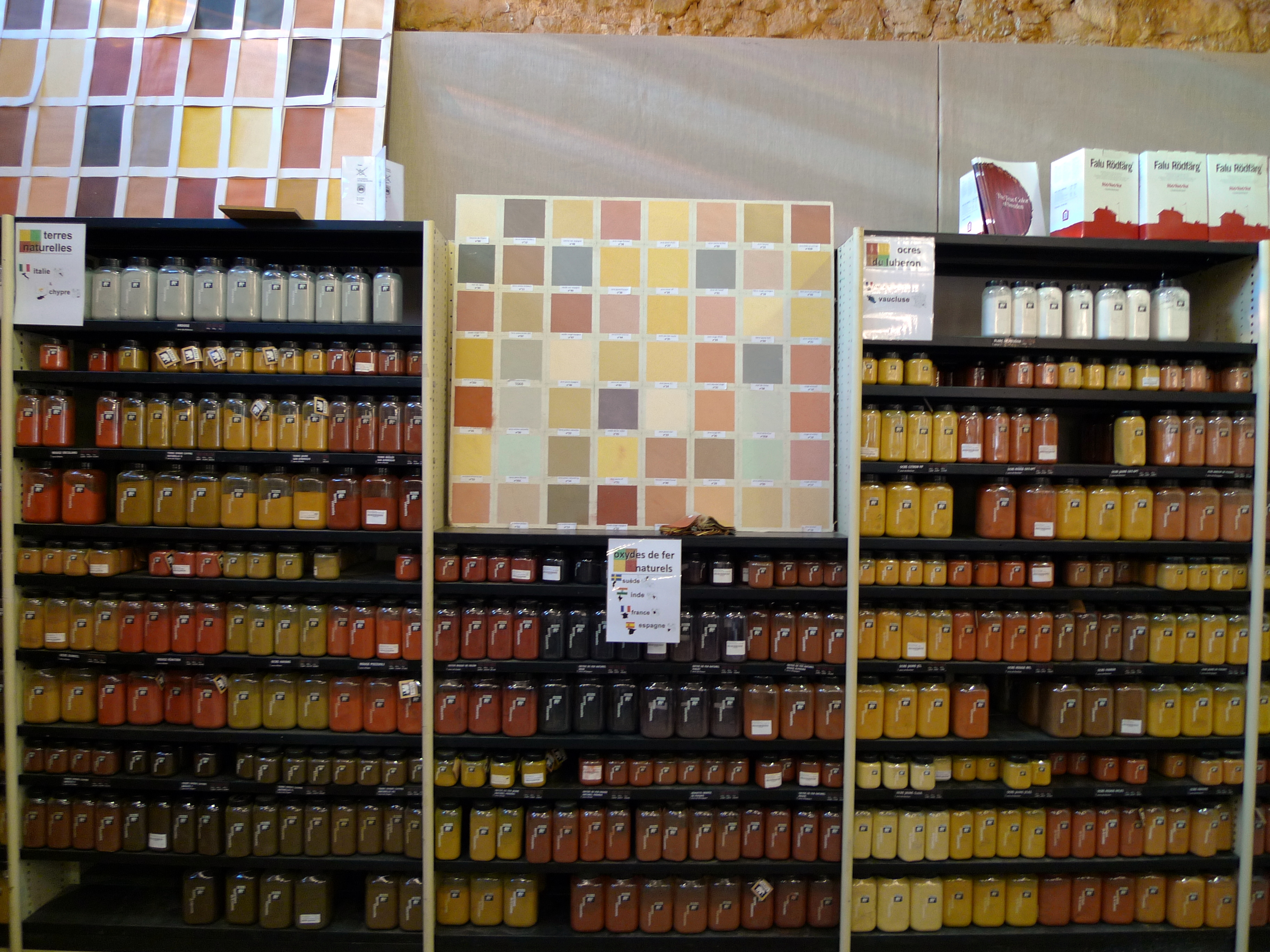
Hay que tener en cuenta que no todos los pigmentos naturales de óxido de hierro son rojizos, como se ve en estas muestras del «Conservatorio de ocres y pigmentos aplicados» de Roussillon (en la estantería del centro de la foto).

El almagre se compone de silicatos de aluminio (arcilla) y cuarzo, coloreados por un pigmento mineral: la hematita, que es un óxido de hierro deshidratado (Fe2O3). Se halla en forma natural en la tierra y en laderas de montes, donde las arcillas férricas se descomponen por acción de los elementos. Se ha usado desde la Prehistoria para pintar sobre diversas superficies y colorear cerámica, y también como pintura corporal.

### Almagres artificiales
Son los pigmentos rojizos que se obtienen calcinando los ocres de óxido férrico hidratado, aluminio y óxido de aluminio hidratado. Algunos pigmentos usados en pintura artística son almagres artificiales, como el ocre amarillo calcinado, conocido como ocre rojo.

### Otros pigmentos de óxido de hierro
Por su composición, el almagre se asemeja a otros pigmentos rojizos de uso artístico en los que también participa el óxido de hierro, como el rojo inglés, el rojo indio, el rojo persa, el ocre pardo y el antiguo caput mortuum.

## Como color
El color almagre se basa en el del pigmento homónimo, y se encuentra incluido en los acervos iconolingüísticos tradicionales árabe y europeo. Debajo se da una muestra de la coloración específica del almagre.

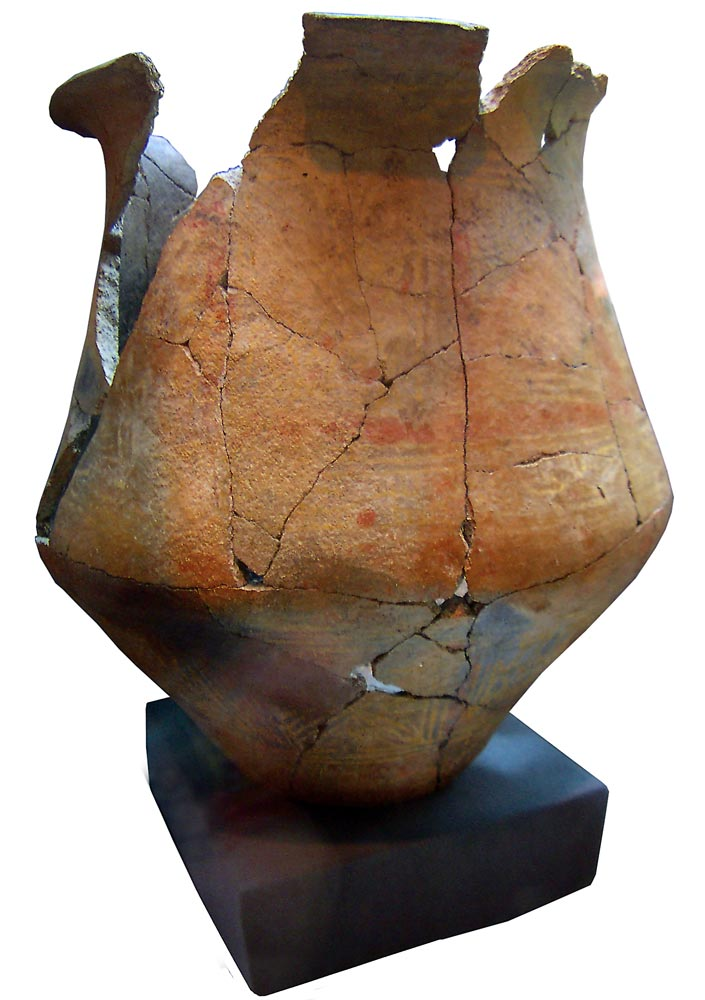
Vasija almagrada de la cultura del Soto de Medinilla, asentada en el Duero medio. Edad del Hierro, Medina del Campo, Valladolid.

|            | Almagre          |
| HTML       | #DD392E          |
| CMYK       | (0, 90, 90, 5)   |
| RGB        | (221, 57, 46)    |
| HSV        | (4°, 79 %, 87 %) |
| Referencia | [ 3 ]            |

## Uso en alfarería
Presente en Europa en el ámbito de la cultura del vaso campaniforme y ya definida por Nebrija como «barro para teñir», la cerámica almagra es frecuente en el catálogo arqueológico de cerámicas del Neolítico andaluz occidental, en la península ibérica.
Para el alfarero tradicional la almagra es una arcilla muy común, de la que por lo general puede abastecerse en su entorno local; de ahí su uso tan extendido. Se prepara disolviéndola en agua y luego se cuela para preparar un engobe, que se aplicará a la pieza cuando aún no está seca. La almagra impermeabiliza la superficie y como técnica decorativa permite sacar un buen brillo al ser frotada con cuero, o pulida con piedra. Finalmente, la pieza así tratada es cocida a muy baja temperatura. Proporcionalmente a la intensidad del fuego, los colores resultantes oscilarán del rojo vivo al casi negro.
En la alfarería española aparece desde Galicia a Canarias, asociada a otros nombres, almazarrón, almacre, almagre de Levante, hematita, tierra roja de España, piedra sanguínea o de sangre, etc.

## Usos pictóricos
El color que da el almagre es muy resistente a la luz, y puede usarse en todas las técnicas de pintura y mezclarse sin problemas con todos los demás pigmentos pictóricos. El pintor protorrenacentista Cennino Cennini lo describió de esta manera:

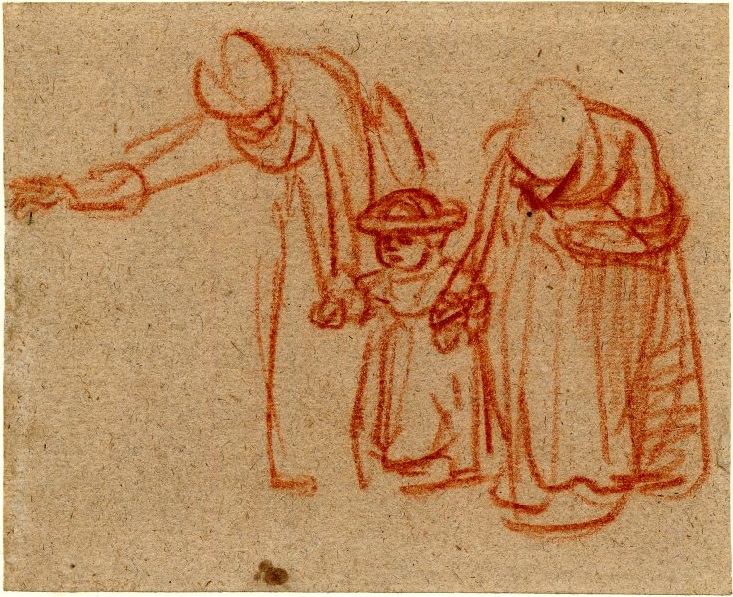
Dibujo a la sanguina de Rembrandt, hoy en el British Museum.

Es rojo cierto color natural que llámase almagre, o pórfido. Dicho color es de naturaleza magra y seca. Se presta mucho a la molienda, pues cuanto más se lo muele, más fino se torna. Sirve para trabajo en tabla o ancona [retablo], o en muro, en fresco y en seco.

### Tizas de hematita
También la hematita roja u oligisto ha servido para dibujar y marcar, cortándola a cuchillo en forma de tizas. Estas tizas de rojo natural fueron muy usadas en pintura desde alrededor del año 1500 hasta el 1900. Miguel Ángel, Rembrandt y Watteau utilizaron este material.
La técnica del dibujo con estas tizas o barras se denomina «a la sanguina».
A la izquierda puede verse el color específico de la hematita roja.